# احیای علوم سیاسی
احیای علوم سیاسی با نام کامل «احیای علوم سیاسی؛ گفتاری در پیشه سیاستگری» نام کتابی از حسین بشیریه پژوهشگر علوم سیاسی و استاد دانشگاه دانشگاه سیراکیوز نیویورک است که در سال ۱۳۹۶ به زبان فارسی منتشر شد. انتشار این کتاب باعث موجی از واکنش‌های موافق و مخالف در محافل علمی و سیاسی شد.

## محتوا
کتاب «احیای علوم سیاسی: گفتاری در پیشه‌ی سیاستگری» نقدی بر روندهای علمی یک سده اخیر پیرامون موضوع سیاست است. نویسنده این کتاب عقیده دارد با استیلای اثبات‌گرایی و رفتارگرایی بر علوم سیاسی و تأکید بر «توضیح و تبیین» زندگی سیاسی به جای تدبیر و اصلاح و تغییر آن، دانش سیاست رسالت و فایده‌ی خود را از دست داده است. بشیریه در این کتاب تبدیل شدن جنبه‌های زندگی انسان به «داده»های عینی و بی‌روح را نوعی تقلیل دادن دانش سیاسی دانسته است. این کتاب به نوعی تلاشی در راه احیای سیاست به منزله‌ی حکمت عملی و دانش تجویزی است.
این کتاب شامل ۱۶۰ صفحه است و در ایران توسط نشر نی منتشر شده است.

## نقدها
این کتاب در یازدهمین همایش سالانه انجمن علوم سیاسی ایران با حضور چهره‌هایی نظیر داود فیرحی، جواد طباطبایی و محمود سریع‌القلم و بدون حضور نویسنده رونمایی شد. بشیریه در پیامی که برای مراسم رونمایی از این کتاب نوشته بود گفت: انگیزه اصلی نگارنده در نگارش کتاب «احیای علوم سیاسی»، بیان احساس ناکامی خودم از صرف عمر از دست رفته در مطالعات پراکنده و بی هدف و جسته و گریخته ای بوده است که طی چهار دهه گذشته انجام داده ام: به سخن دیگر، هدف اصلی بازبینی کارنامه خودم بوده است.
علیرضا علوی تبار ضمن تمجید از این کتاب عقیده دارد که هدف بشیریه احیای فلسفه سیاسی به جای علوم سیاسی است. او گفته است: پرسشی که می توان در برابر دکتر بشیریه قرار داد، این است که اگر توصیه و تجویز نیازمند پایه ای تبیینی است، این پایه تبیینی را باید از چه منبعی اخذ کرد؟
سعید جلیلی سیاستمدار اصولگرا و استاد دانشگاه امام صادق این کتاب را ناشی از سرخوردگی نویسنده دانسته و گفته است: از کسانیکه در دو دهه اخیر نقش مهمی در ترجمه آثار مربوط به علم سیاست و دانش سیاسی داشتند، دکتر بشیریه بوده که بسیاری از آثار ایشان در این زمینه است. بیش از یک سال گذشته کتابی از وی منتشر شد که او هم، همین سرخوردگی را بیان می‌کند
برخی منقدین این اثر را موازی و تحت تاثیر کتاب «زوال اندیشه سیاسی در ایران» اثر جواد طباطبایی دانسته‌اند. همچنین در نقد این کتاب گفته شده است این کتاب جدایی دانش سیاسی امروز از عمل را نتیجه غلبه اثبات‌گرایی می‌داند، اما درباره این‌که چرا دانش سیاسی کهن در پیوند با سیاست به مثابه «حرفه» و «عمل» بوده است، استدلال نمی‌کند.
همچنین درباره این اثر گفته شده است که این کتاب شخصی‌ترین اثر حسین بشیریه است و به نوعی مسیر علمی خود را به نقد کشیده است: اگرچه از احیای علوم سیاسی سخن می گوید، اما در واقع بازگشت به حکمت سیاسی را در نظر دارد: دانشی که تنها به توصیف و تبیین خلاصه نمی شود و زندگی خوب و خوش و ارزشمند برای انسان های واقعی و انضمامی را وجهه همت خود قرار داده است.